# Maicol & Mirco
Maicol & Mirco, pseudonimo di Michael Rocchetti detto Maicol (San Benedetto del Tronto, 2 settembre 1978), è un fumettista e disegnatore italiano. Originariamente lo pseudonimo indicava un duo, composto anche da Mirko Petrelli (San Benedetto del Tronto, 1977). Vive a Grottammare.
Autore di numerose storie brevi e graphic novel, ha fatto parte del collettivo "Super Amici" (con Ratigher, Tuono Pettinato, Dottor Pira e LRNZ), poi denominato Fratelli del Cielo, e ha acquisito grande notorietà sul web con Gli scarabocchi di Maicol & Mirco, irriverenti e caustiche vignette su sfondo rosso.

## Biografia
Maicol & Mirco ha iniziato la sua carriera partecipando a numerosissime fanzine e autoproduzioni con storie brevi e disegni. La prima di queste fu Petrolio, a distribuzione locale nella zona di San Benedetto del Tronto, a cui seguirono Kerosene, Schizzo, Odrillo, Ganesh, Centrifuga, Succoacido, Motorino, Kerosene Revoluzione, Par Condicio, Motel, Crudelia art magazine, Nixon, Denti, Aerosol - Vapori di Kerosene, Underground Press, La scimmia, Veins Magazine, Action 30, Lamette, Nervi, Antropoide, Inguine Mah!Gazine, iPunk e Stripburger (nei tre volumi tematici Miniburger, Warburger e Madburger).
Tra le primissime autoproduzioni spiccano Grasso, Polistirolo e le prime edizioni de Gli scarabocchi di Maicol & Mirco. Con Zooo e Donna Bavosa di Ratigher e Tuono Pettinato esce la prima edizione de Il suicidio spiegato a mio figlio.
Dal 2005 ha collaborato con il mensile XL di Repubblica con la strip Orso Bimbo, facendo parte del gruppo International Urban Kulture, e con le strisce Maicol & Mirco Show.
Altre storie e disegni appaiono in Fandango (Marvel Italia), Movimenti d'Europa (DeriveApprodi), U come Umorismo (Slowcomix), Guida illustrata al frastuono più atroce vol. 1 (Lamette Comics), Donne e motori (Edizioni Di, a cura di Pepi Morgia da un’idea di Vincenzo Mollica), e nei volumi collettivi dello Sherwood Festival Resistenze e Tolleranza Zero editi da BeccoGiallo, Fortezza Europa di Coniglio Editore e Sherwood Comix - Immagini che producono azioni di Nicola Pesce Editore. Collabora con la rivista erotica Blue, con Rolling Stone e con Slow Food Editore.
Nel 2009 realizza il poster per il BilBolBul di Bologna; nel 2010 tredici quadri per la Guru al Salone del Mobile. Pubblica la storia Neutrino, con il CSI, distribuita gratuitamente durante una partita Lazio-Livorno; e il fumetto-gioco per bambini Trasformino, per Zingari59.
Con il collettivo dei Superamici ha fondato la rivista Hobby Comics edita da GRRRzetic e il free press Pic Nic e partecipa al numero speciale XZ Comics-Donne nude con le mani in tasca della rivista X Comics di Coniglio Editore.
Nel 2009 pubblica il graphic novel Hanchi, Pinchi e Panchi e nel 2018 Gli Arcanoidi, entrambi per Coconino Press. Nel giugno 2019 Coconino Press pubblica L’Arcanoide.
Nel 2010 GRRRzetic pubblica il libro Maicol & Mirco Show, con la cura grafica di LRNZ, che raccoglie storie brevi apparse su riviste e fanzine.

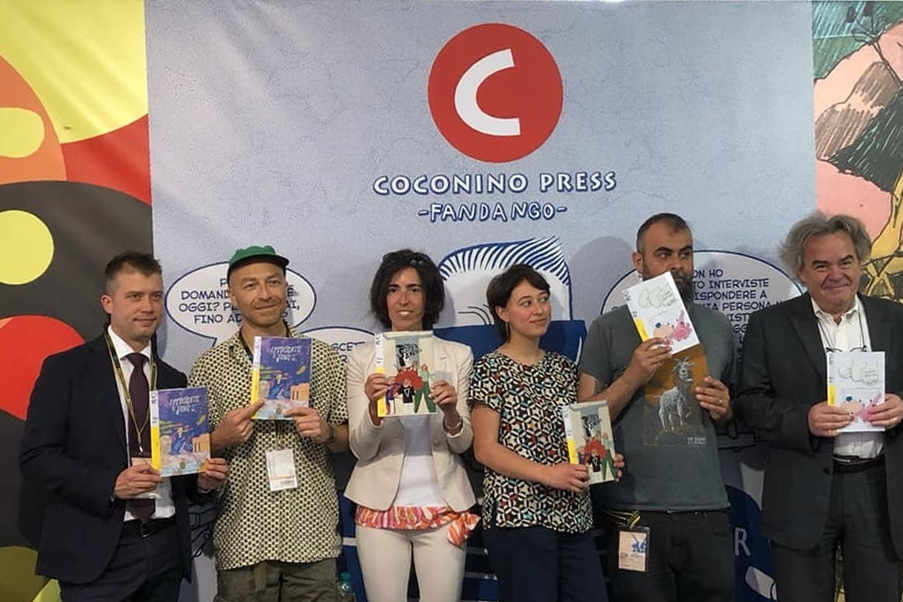
Maicol & Mirco (secondo da destra) alla presentazione degli albi di Fumetti nei Musei al Napoli Comicon 2018 con ZUZU e Dottor Pira e i rappresentanti delle istituzioni museali coinvolte.

Collabora e appare con suoi contributi in Futuro Anteriore - Futuri Irreali di Comicon Edizioni, L'immaginazione al dovere e Capezzone del Collettivomensa, PUCK Comic Party! di Hurricane Ivan, Quel Piccolissimo Giganteschio del collettivo Uomini nudi che corrono, nel volume Timother era un ragazzo tranquillo di Gnomo Speleologo, partecipa ad Agendaeterna e a Cefalea Mare di GRRRzetic, a Vinavyl omaggio a Stefano Tamburini edito dall'associazione Muscles, a The Passenger n. 2 di Passenger Press, a Muscoli Magazine n. 1, all'Almanacco Mataran, al volume Il fumetto secondo Cliff per i dieci anni di BAO Publishing, a Deliziose Carogne del collettivo Lucha Libre, a Pandemia zine di ZOOO Press e ad Armata Spaghetto n. 3, Snuff Comix n. 12, Čapek n. 1, Fanzaghirò, GBaby e il Giornalino di Edizioni San Paolo, e ai diari di Smemoranda.
Le vignette de Gli scarabocchi di Maicol & Mirco sono raccolte dapprima in alcuni volumetti autoprodotti (BLAM, BLORCH, Cavalli e whisky, Sono Mario? e una nuova edizione del 2015 de Il suicidio spiegato a mio figlio pubblicata con il metodo Prima o Mai di Ratigher) e poi pubblicate da BAO Publishing (Il papà di Dio del 2017 e dal 2018 Opera Omnia de Gli scarabocchi di Maicol & Mirco iniziata col volume ARGH).
Nel 2012 collabora con Vice Magazine pubblicando Gli scarabocchi di Maicol & Mirco. Partecipa ai numeri di aprile 2015 e ottobre 2016 di linus e per tutto il 2017 pubblica Gli scarabocchi di Maicol & Mirco sulla rivista.
Nel 2016 pubblica con BAO Publishing il libro per bambini Palla Rossa e Palla Blu - L'amicizia arrotonda tutto (inizialmente stampato a puntate tra il 2013 e il 2015 su GBaby) e Comicout pubblica Lato selvaggio - L'erotismo dei grandi autori di Blue, che raccoglie i contributi di importanti fumettisti italiani apparsi negli anni sulla rivista erotica Blue. Nello stesso anno è uno dei quattro fumettisti (con Ratigher, Dottor Pira e Alessandro Baronciani) coinvolti nel documentario di Serena Dovì Fumetti dal futuro - Quattro storie di autoproduzione e la compagnia Teatro Rebis mette in scena Scarabocchi per la regia di Andrea Fazzini, con la distribuzione agli spettatori dell'albetto inedito Cavalli e slalom. Nel 2018 Rebis e Fazzini portano in scena anche Il papà di Dio.
Nel 2017 pubblica l'albetto Papà sto male, seconda uscita di Dylan Dog presenta Groucho collana spinoff edita da Bonelli che andrà a formare la raccolta Grouchomicon - Il libro maledetto delle risate. Nello stesso anno illustra l'albetto di poesie La stanza di Stefano Rovatti per Collana Isola; realizza una storia inedita di Palla Rossa e Palla Blu venduta online per raccogliere fondi per il terremoto del Centro Italia e le illustrazioni per il booklet dell’album Michel di Mudimbi, contenente anche piccoli giochi e disegni da colorare, spezzettare e ritagliare.
Dal 2016 ha promosso e cura a Grottammare il workshop-concorso Saluti da Grottammare per la realizzazione annuale di cartoline ufficiali della città, giunto alla sesta edizione.
Nel 2018 partecipa all'iniziativa Matite per Riace, che culmina con una mostra e asta di beneficenza a sostegno del modello Riace.  Nello stesso anno firma i due albi Gul e il cuore delle cose e Hanchi e il ladro sensibile, rispettivamente per la Reggia di Caserta e la Galleria nazionale delle Marche di Urbino, per il progetto Fumetti nei musei promosso dal MiBACT con Coconino Press. È stato il primo fumettista a esporre alla Reggia di Caserta.
Nel 2019 esce con Slow News il volumetto Raccontare tutto (ma proprio tutto) con Gli scarabocchi di Maicol & Mirco e pubblica la storia inedita Contro l'arte de Gli scarabocchi di Maicol & Mirco nel numero 47 di marzo 2019 della rivista Artribune. Ad aprile esce il secondo libro di Palla Rossa e Palla Blu, intitolato Palla Rossa e Palla Blu rotolano ancora e a settembre SOB, il secondo volume della Opera omnia de Gli scarabocchi di Maicol & Mirco.
Dall'anno accademico 2018/2019 insegna Arte del fumetto all'Accademia di belle arti dell'Aquila, nell’anno accademico 2022/2023 è assegnato all’Accademia di belle arti di Foggia e dall’anno successivo rientra presso la sede aquilana.
Nel 2020 illustra per Slow News la serie giornalistica Gli anarchici van via, scritta da Mario Di Vito e dal 2021 collabora con la La Revue Dessinée Italia.
A marzo 2020 partecipa con numerosi altri fumettisti alla realizzazione del volume corale COme VIte Distanti, promosso dal festival ARF! per raccogliere fondi in sostegno dell’Istituto Spallanzani per la lotta alla COVID-19, e firma una delle tavole dello speciale di Robinson de la Repubblica del 28 marzo dedicato all’emergenza coronavirus. A giugno 2020 è pubblicato da BAO Publishing BAH, il terzo volume della Opera omnia de Gli Scarabocchi di Maicol & Mirco, mentre Adriano Carnevali pubblica l’autoproduzione I Ronfi e la superamicizia che ristampa le storie pubblicate anni prima con i Superamici in Hobby Comics,
insieme a materiale inedito. A dicembre 2020 pubblica MMM. Maicol & Mirco dialogano con Filippo Tommaso Marinetti per i tipi di Iodio Editore.
A gennaio 2021 BAO pubblica CRACK, quarto volume dell’opera omnia de Gli Scarabocchi, e a novembre NO!. Nel maggio 2022 illustra a fumetti il libro per bambini Chi ha rubato la marmellata?, di Andrea Coccia per Corraini edizioni. Nello stesso anno partecipa col volumetto Serpente corna fuoco alla raccolta del progetto Flim Flipbook Marche, curato da Tonidigrigio con la Regione Marche e ideato da Sabrina Maggiori. Ancora nel 2022 partecipa al volume Andiamo avanti noi, omaggio a fumetti in memoria di Gino Strada, edito da People con Emergency, che pubblica le ventitré tavole esposte in precedenza a palazzo Braschi. Nel settembre 2022 è pubblicato PFUI, sesto volume dell’opera omnia de Gli Scarabocchi, mentre a luglio 2023 è la volta di OPS.
A partire dal 26 settembre 2023 uno Scarabocchio di Maicol&Mirco costituisce la vignetta della prima pagina de il manifesto, mentre nello stesso mese 24 Ore Cultura pubblica il volume Natura morta. Una domanda a Giorgio Morandi. Nell’ottobre 2023 è annunciata la pubblicazione del volume Ricette del cavolo di Clonsi, ricettario vegan edito da RULEZ, con i fumetti del marito Maicol&Mirco. Il 28 ottobre, inaugurando un tour nazionale, debutta a Torino lo spettacolo teatrale con realtà virtuale La storia che non ho mai disegnato e in occasione delle recite è distribuito al pubblico un volume a fumetti omonimo. Nel mese di aprile del 2024 pubblica con Bao Publishing Favole per psicoterapeuti, mentre a novembre è la volta di ZZZ, ottavo volume dell’opera omnia de Gli Scarabocchi.
Undici "scarabocchi" sono presenti nel testo Leggere Maicol & Mirco in una scuola media, a cura di Pierpaolo Scaramuzza, La Mandragora, Imola 2025. Il libro raccoglie i commenti degli studenti. Tutti i disegni sono dedicati al tema della guerra: la maggior parte è uscita sul quotidiano «il manifesto» nel periodo agosto-novembre 2024. Uno solo è uscito esclusivamente sui canal social di Maicol (nel novembre 2024).
Nel 2005 ha vinto il premio Nuove Strade al Comicon di Napoli, nel 2009 L'XL Prize per Hanchi, Pinchi e Panchi, bissato nel 2016 con Palla Rossa e Palla Blu che gli vale anche il premio Boscarato al Treviso Comic Book Festival come miglior fumetto per ragazzi. Nel marzo 2022 vince il Premio Tuono Pettinato assegnato da Bibliolandia, la rete documentaria della provincia di Pisa, con BAH, terzo volume dell’opera omnia degli Scarabocchi. Nel dicembre 2023 vince il Premio Piero Ciampi nella categoria dedicata al fumetto. Nel maggio 2024 Maicol&Mirco vince il Premio Staino nel contesto del festival Antani sull’umorismo, nel successivo mese di settembre vince il premio per la sezione “Giornalismo e fumetti” del Genera Festival e il Premio Satira del festival di Forte dei Marmi.

## Opere

### Libri
- 2001 - Grasso, Fummo edizioni
- 2002 -  Polistirolo, Fummo edizioni
- 2003 - Gli scarabocchi di Maicol & Mirco, Fummo edizioni
- 2007 - Il suicidio spiegato a mio figlio, ZOOO-Donna Bavosa
  - 2015 - Il suicidio spiegato a mio figlio, seconda edizione ampiamente accresciuta autoprodotta con metodo Prima o Mai
- 2009 - Hanchi, Pinchi e Panchi, Coconino Press
- 2010 - Maicol e Mirco Show, GRRRzetic
- 2012 - BLAM
- 2013 - BLORCH
- 2013 - Cavalli e whisky, Rombolab edizioni
- 2013 - Sono Mario?
- 2016 - Cavalli e slalom
- 2016 - Palla Rossa e Palla Blu - L'amicizia arrotonda tutto, BAO Publishing
- 2017 - Il papà di Dio, BAO Publishing
- 2018 - Gli Arcanoidi, Coconino Press
- Opera omnia de Gli scarabocchi di Maicol & Mirco, BAO Publishing
  - 2018 - ARGH
  - 2019 - SOB
  - 2020 - BAH
  - 2021 - CRACK
  - 2021 - NO!
  - 2022 - PFUI
  - 2023 - OPS
  - 2024 - ZZZ
- 2019 - Raccontare tutto (ma proprio tutto) con Gli scarabocchi di Maicol & Mirco, Slow News
- 2019 - Palla Rossa e Palla Blu rotolano ancora, BAO Publishing
- 2019 - L’Arcanoide, Coconino Press
- 2020 - MMM. Maicol & Mirco dialogano con Filippo Tommaso Marinetti, IODIO Editore
- 2022 - Serpente corna fuoco, FLIM Flipbook Marche
- 2022 - Chi ha rubato la marmellata?, Corraini editore
- 2023 - Natura Morta. Una domanda a Giorgio Morandi, 24 Ore Cultura
- 2023 - (con Clonsi),  Ricette del cavolo, RULEZ
- 2023 - La storia che non ho mai disegnato
- 2024 - Favole per psicoterapeuti, BAO Publishing

### Albi
- 2017 - Groucho. Papà sto male, Sergio Bonelli Editore
- 2018 - Gul e il cuore delle cose, MiBACT-Coconino Press
- 2018 - Hanchi e il ladro sensibile, MiBACT-Coconino Press